# Audrey Werro
Audrey Werro (* 27. März 2004 in Freiburg im Üechtland) ist eine Schweizer Leichtathletin. Sie wurde 2021 U20-Europameisterin im 800-Meter-Lauf. Sie startet für den CA Belfaux und wird von Christiane Berset-Nuoffer trainiert.

## Sportliche Laufbahn
- 2018 Schweizer Meisterin U16, 600-Meter-Lauf, 1:35,07 min in Langenthal[1]
- 2021 Schweizer Vizemeisterin, 800-Meter-Lauf, 2:02,88 min in Langenthal[2]
- 2021 Europameisterin U20, 800-Meter-Lauf, U20-Europameisterschaften 2021 in 2:03,12 min in Tallinn[3][4]
- 2022 Schweizer Hallenmeisterin, 800-Meter-Lauf, 2:04,95 min in Magglingen[5]
- 2022 Schweizer Meisterin, 800-Meter-Lauf, 2:02,72 min in Zürich[5]
- 2022 Vizeweltmeisterin U20, 800-Meter-Lauf, U20-Weltmeisterschaften 2022 in 1:59,53 min in Cali[6]
- 2023 Schweizer Rekord, 600-Meter-Lauf in der Halle, 1:26,14 min in Magglingen[7]

## Persönliche Bestzeiten
- 100 Meter: 11,99 s, 9. Juli 2022 in Bulle
- 200 Meter: 24,20 s, 4. September 2022 in Genf
- 300 Meter: 37,97 s, 14. Mai 2022 in Chailly-sur-Montreux
- 400 Meter: 52,69 s, 10. September 2023 in Lausanne, Schweizer U20-Rekord
  - 400 Meter (Halle): 53,03 s, 12. Februar 2022 in Magglingen, Schweizer U20-Rekord
- 500 Meter: 1:13,67 min, 13. Juni 2020 in Langenthal
- 600 Meter: 1:25,12 min, 18. Mai 2023 in Langenthal, Schweizer Rekord
  - 600 Meter (Halle): 1:26,14 min, 29. Januar 2023 in Magglingen, Schweizer Rekord
- 800 Meter: 1:57,25 min am 30. Mai 2025 in Bydgoszcz, Schweizer Rekord
  - 800 Meter (Halle): 2:00,57 min, 4. Februar 2023 in Val-de-Reuil, Schweizer U23-Rekord
- 1000 Meter: 2:34,89 min, 17. Juni 2023 in Nizza, U20-Weltrekord